# Pseudamia gelatinosa
Pseudamia gelatinosa és una espècie de peix pertanyent a la família dels apogònids.

## Descripció
- Pot arribar a fer 11 cm de llargària màxima.
- Cos translúcid en vida amb els flancs i la part inferior del cap de color daurat clar a iridescent platejat. Cap i cos amb grans taques de color marró. Peritoneu fosc amb nombroses taques negres.
- Té menys radis a l'aleta anal que Pseudamia amblyuroptera.
- 7 espines i 8 radis tous a l'aleta dorsal i 2 espines i 8 radis tous a l'anal.
- 24 vèrtebres.[5][6]

## Hàbitat
És un peix marí, associat als esculls i de clima tropical (30°N-30°S) que viu entre 1 i 64 m de fondària (normalment, entre 1 i 40) en badies protegides i esculls de llacuna.

## Distribució geogràfica
Es troba des del mar Roig i l'Àfrica oriental fins a la Polinèsia Francesa, les illes Ryukyu, Nova Gal·les del Sud (Austràlia) i l'Índia. És absent del golf Pèrsic, Malàisia, les illes Hawaii, les illes Marqueses, Pitcairn i l'illa de Pasqua.

## Costums
És principalment nocturn.

## Observacions
És inofensiu per als humans.